# 三遊亭笑遊
三遊亭 笑遊（さんゆうてい しょうゆう）は、落語家の名跡。これまでに同じ名を名乗ったものが2人いるが、1人目は真打昇進前に名乗ったことがあるだけのため、初代と呼ばれない。
- 先代三遊亭笑遊 - 現：五代目三遊亭圓遊
- 当代三遊亭笑遊 - 本項にて記述

三遊亭 笑遊（さんゆうてい しょうゆう、1951年4月21日 - ）は、東京都江戸川区出身の落語家。落語芸術協会所属。本名∶北島 元道。出囃子は『麦ついて小麦ついて』。

## 来歴
東京都江戸川区出身、1964年に千葉県船橋市大穴へ転居した。日本大学文理学部国文学科に入学し、文理学部落語研究会に所属。落研の同期に、林家正雀がおり現在でも親交が深い。
1973年10月、大学を中退し四代目三遊亭圓遊に入門。前座名は「勢遊」。1979年4月、6年半の内弟子を経て二ツ目に昇進、「笑遊」に改名。1984年に四代目三遊亭圓遊が死去したため三遊亭若圓遊門下に移籍。
1989年5月、三代目桂伸治、二代目雷門福助と共に真打に昇進する。

## 芸歴
- 1973年10月 - 四代目三遊亭圓遊に入門、前座名「勢遊」。
- 1979年4月 - 二ツ目昇進、「笑遊」に改名。
- 1989年5月 - 真打昇進。

## 弟子

### 真打
- 三遊亭小笑

### 二ツ目
- 三遊亭金の助 - 三遊亭金遊死去に伴い移籍
- 三遊亭花金 - 三遊亭金遊死去に伴い移籍
- 三遊亭小とり